# 山岸敬子
山岸 敬子（やまぎし けいこ、1951年 - ）は、日本の法学者。専門は行政法。明治大学大学院法務研究科教授。宗教法人審議会委員、会計検査院情報公開・個人情報保護審査会会長代理、愛知県収用委員会会長等を歴任。厚生労働大臣表彰受賞。

## 人物・経歴
長野県長野市出身。大阪大学法学部法律学科卒業後、1979年一橋大学大学院法学研究科博士後期課程研究指導認定退学。指導教官市原昌三郎。1993年『行政権の法解釈と司法統制』により審査員南博方、杉原泰雄、浦田一郎で一橋大学博士（法学）。中京大学法学部長・教授を経て、2013年明治大学大学院法務研究科教授。元日本公法学会理事。
行政法が専門で、行政訴訟を研究テーマとする。文部科学省宗教法人審議会委員、会計検査院情報公開・個人情報保護審査会会長代理、東京消防庁火災予防審議会委員、愛知県収用委員会会長等を歴任。2010年から愛知県特別職報酬等審議会委員を務め、2012年からは会長代理、2018年からは会長となり、2019年に人材開発行政関係功労者厚生労働大臣表彰を受賞した。

## 著作

### 著書
- 『行政権の法解釈と司法統制』（勁草書房、1994年）
- 『客観訴訟の法理』（勁草書房、2004年）
- 『客観訴訟制度の存在理由』（信山社、2019年）

### 訳書
- J・リヴェロ著『フランス行政法』（共訳、東京大学出版会、1982年）